# Географія Екваторіальної Гвінеї
Екваторіальна Гвінея — центральноафриканська країна, що знаходиться в центральній частині континенту, на островах і східному узбережжі Гвінейської затоки . Загальна площа країни 28 051 км² (146-те місце у світі), з яких на суходіл припадає 28 051 км², а на поверхню внутрішніх вод — 0 км². Площа країни трохи менша ніж площа Київської області України. 

## Назва
Офіційна назва — Республіка Екваторіальна Гвінея, Екваторіальна Гвінея (ісп. República de Guinea Ecuatorial, Guinea Ecuatorial; фр. République de Guinée équatoriale, Guinee Equatoriale). Назва країни походить географічного положення по обидва боки від екватору (острів Аннобон лежить у Південній півкулі), проте сама лінія не проходить її територією. Топонім Гануа, Гінья (Ganua, Ginya) зустрічається на картах XIV століття. У сучасному вигляді, Гвінея (порт. Guinea) уведений у XV столітті португальськими мореплавцями на означення усіх африканських земель на південь від Сахари, від них він потрапив до інших європейських мов. З мови сусу топонім перекладається як жінки, за іншою версією, походить від бербер. Akal n-Iguinawen, що означає Земля німих, тобто варварів, що не розуміють берберської. Колишня колоніальна назва до 1968 року — Іспанська Гвінея.

## Географічне положення

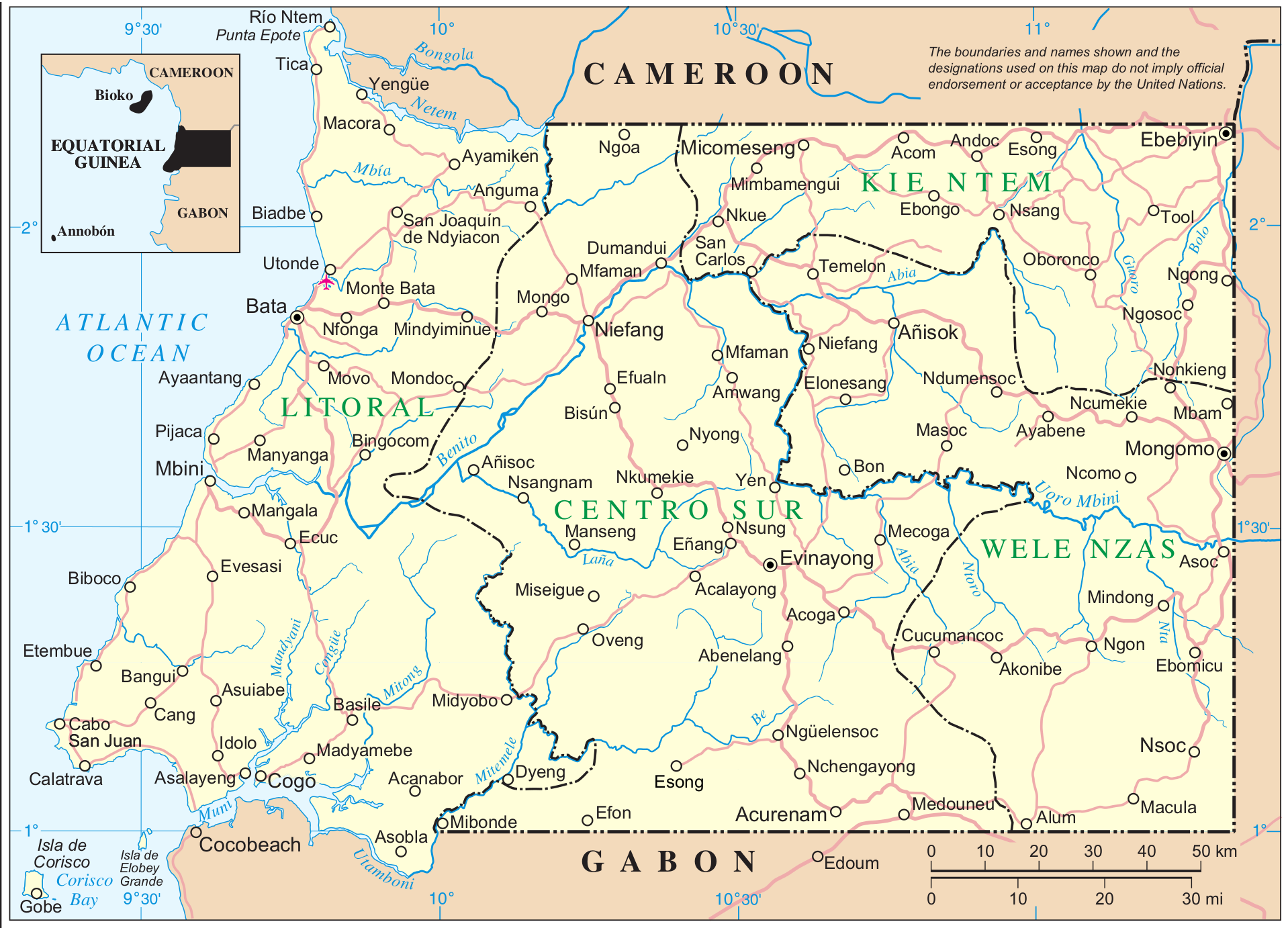
Карта континентальної частини Екваторіальної Гвінеї від ООН

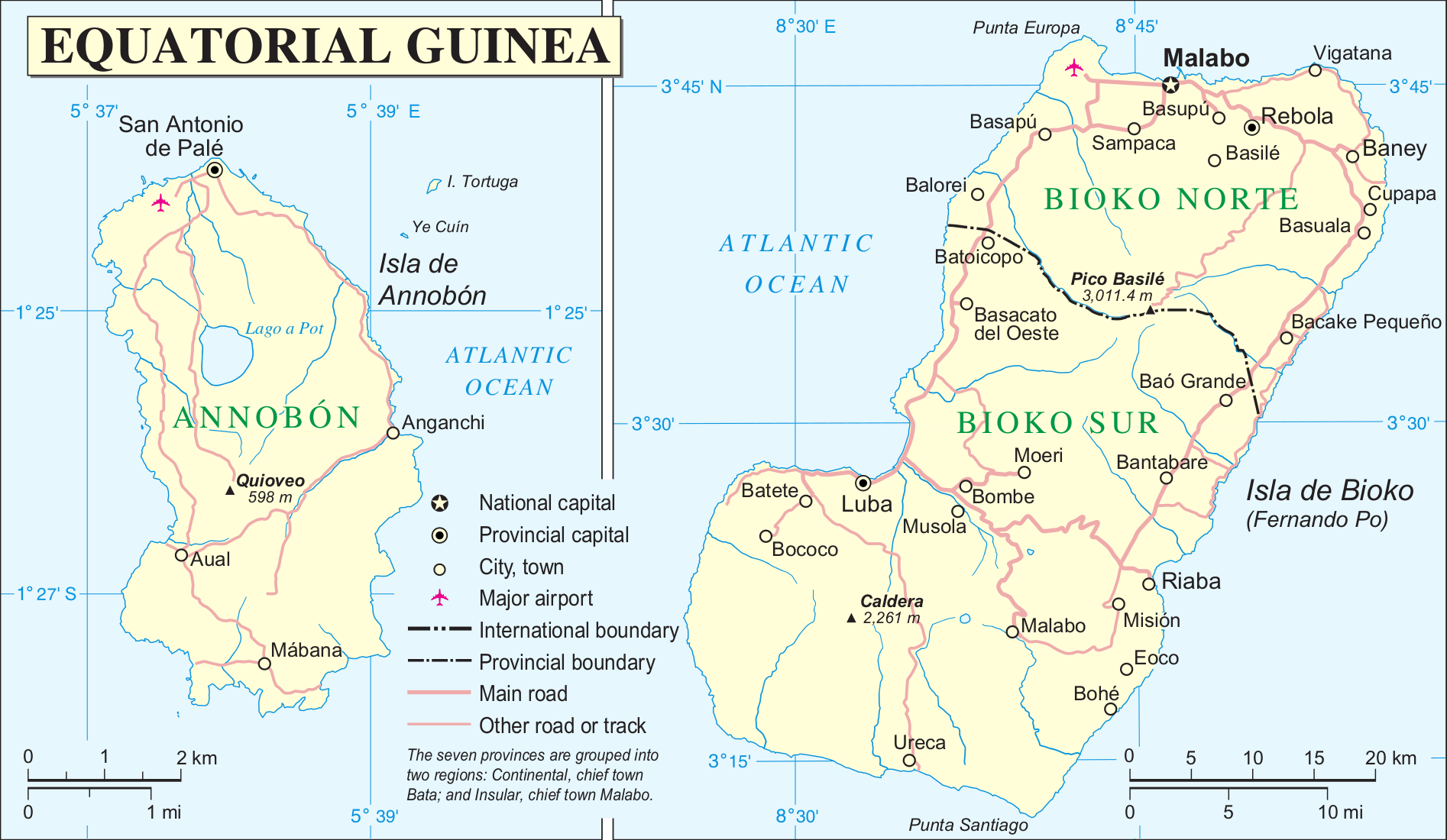
Карта острівної частини Екваторіальної Гвінеї від ООН

Екваторіальна Гвінея — центральноафриканська країна, що межує з двома іншими країнами: на півночі — з Камеруном (спільний кордон — 183 км), на сході й півдні — з Габоном (345 км). Загальна довжина державного кордону — 528 км. Екваторіальна Гвінея омивається водами заток Біафра (північ) і Кориско (південь) Гвінейської затоки Атлантичного океану. Загальна довжина морського узбережжя 296 км.
Згідно з Конвенцією Організації Об'єднаних Націй з морського права (UNCLOS) 1982 року, протяжність територіальних вод країни встановлено в 12 морських миль (22,2 км). Виключна економічна зона встановлена на відстань 200 морських миль (370,4 км) від узбережжя.

### Час
Час в Екваторіальній Гвінеї: UTC+1 (-1 година різниці часу з Києвом).

## Геологія

### Корисні копалини
Надра Екваторіальної Гвінеї багаті на ряд корисних копалин: нафту, природний газ, золото, боксити, алмази, тантал, пісок, гравій, каолін.

## Рельєф
Середні висоти — 577 м; найнижча точка — рівень вод Атлантичного океану (0 м); найвища точка — гора Піко-Базіле (3008 м).

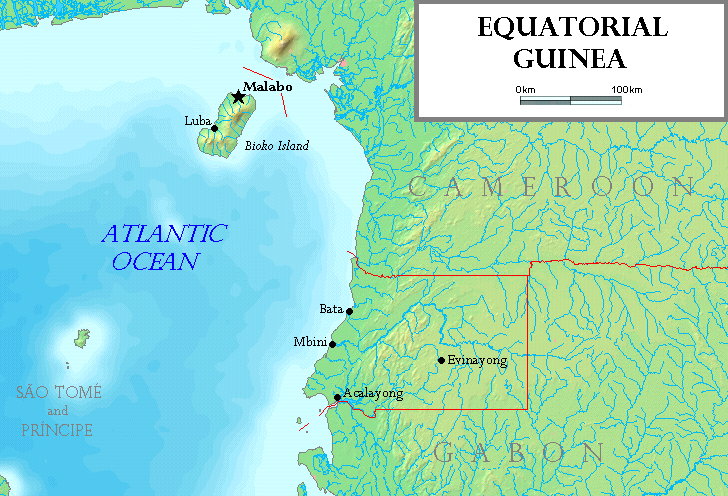
Рельєф Екваторіальної Гвінеї
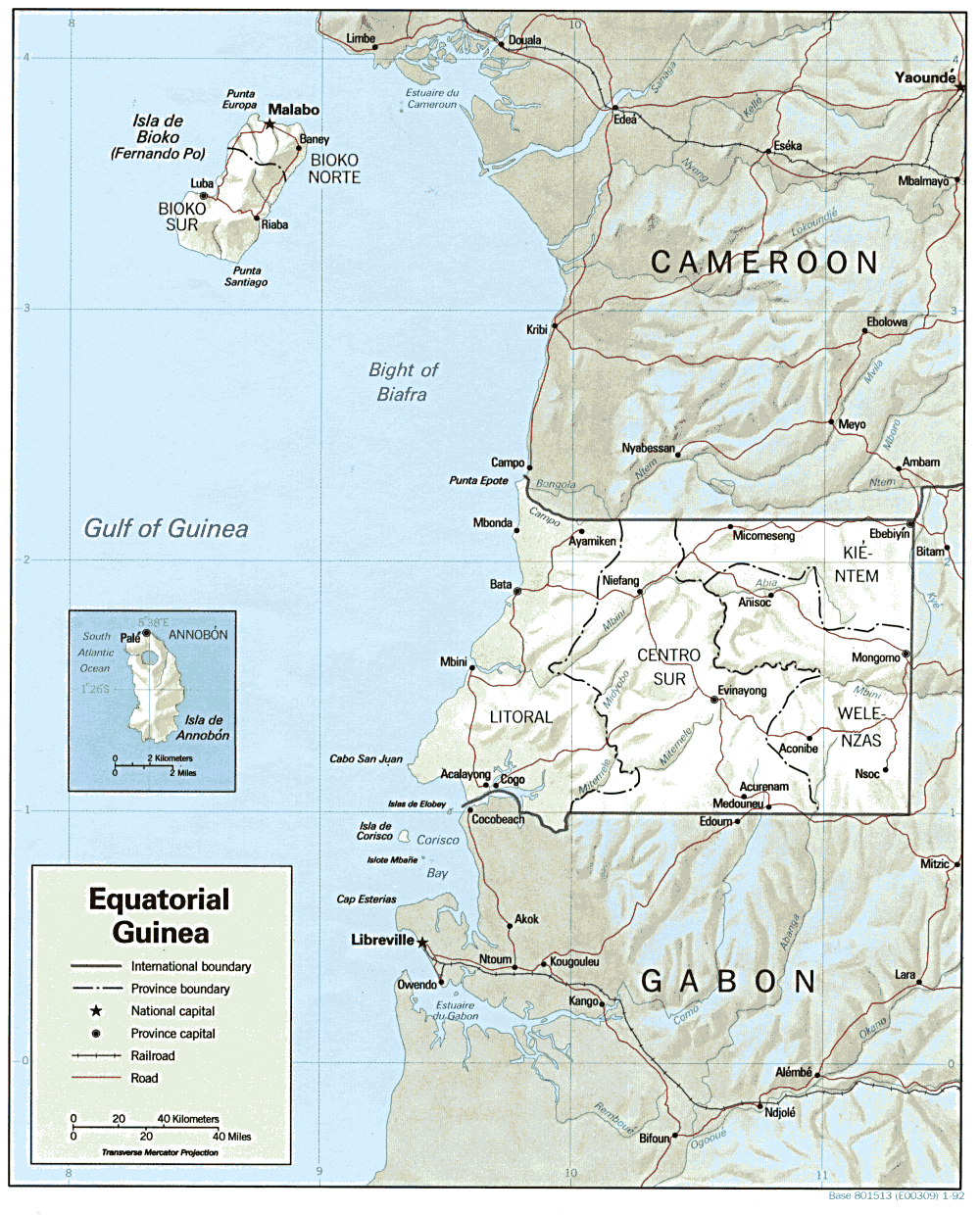
Рельєф Екваторіальної Гвінеї
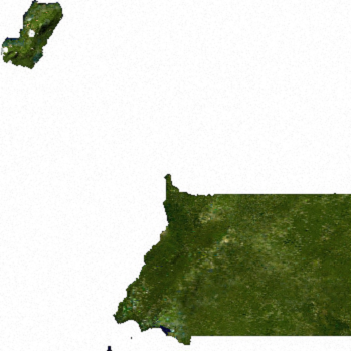
Супутниковий знімок поверхні країни
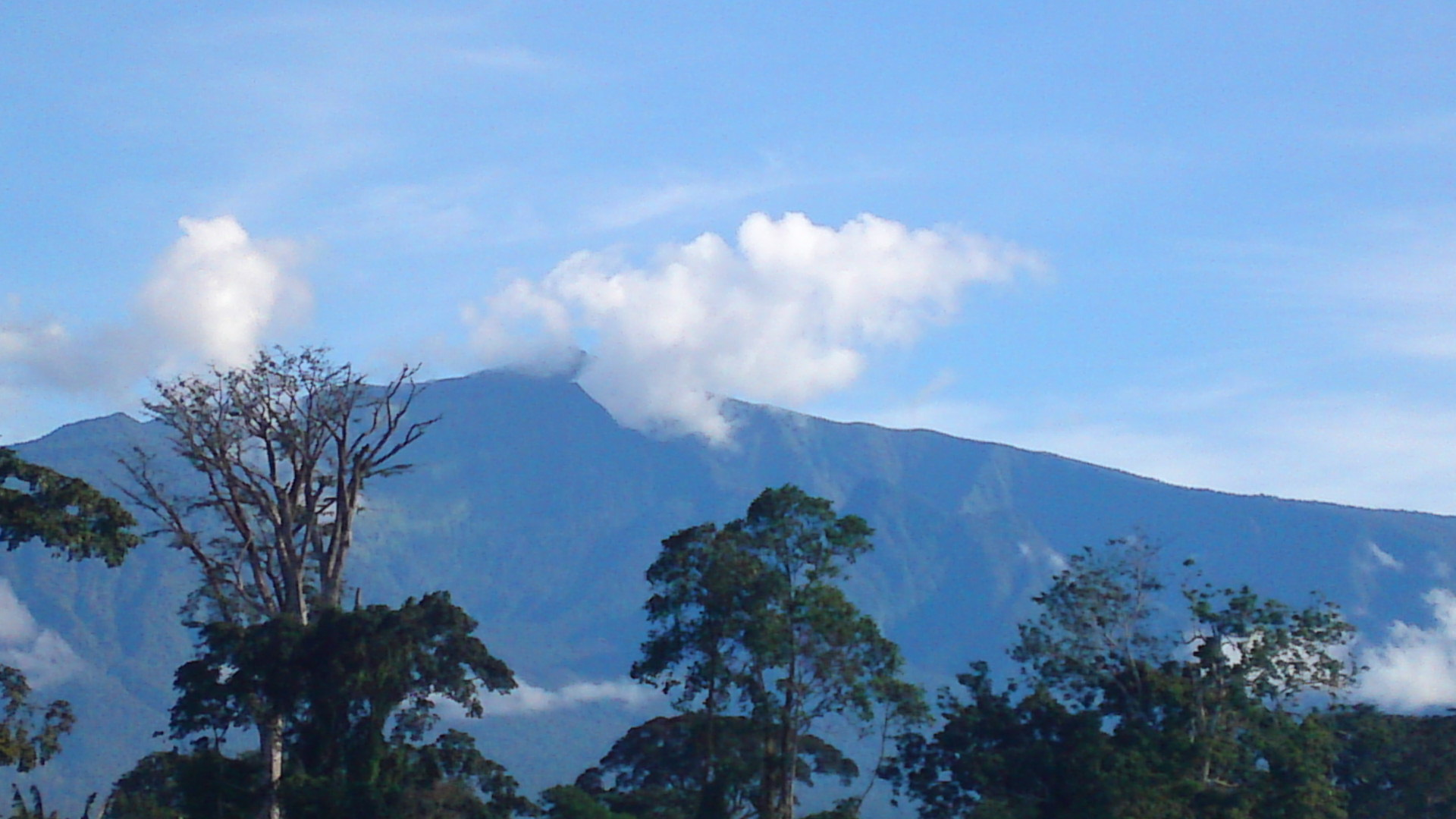
Піко-Басіле

## Клімат
Територія Екваторіальної Гвінеї лежить у екваторіальному кліматичному поясі. Цілий рік панують екваторіальні повітряні маси. Цілий рік спекотно, сезонні коливання температури незначні, значно менші за добові. превалюють слабкі вітри, цілий рік надмірне зволоження, майже щодня по обіді йдуть дощі, часто зливи з грозами.

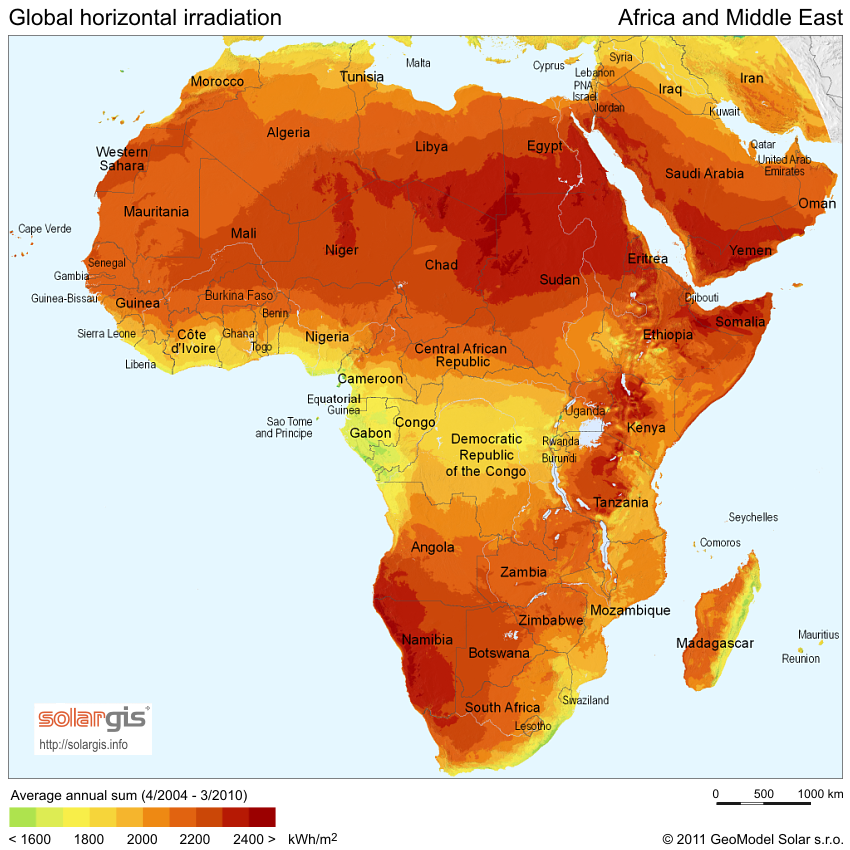
Сонячна радіація (англ.)

Екваторіальна Гвінея не є членом Всесвітньої метеорологічної організації (WMO).

## Внутрішні води
Загальні запаси відновлюваних водних ресурсів (ґрунтові і поверхневі прісні води) становлять 26 км³. Дані про площу зрошуваних земель в країні, станом на 2012 рік, відсутні.

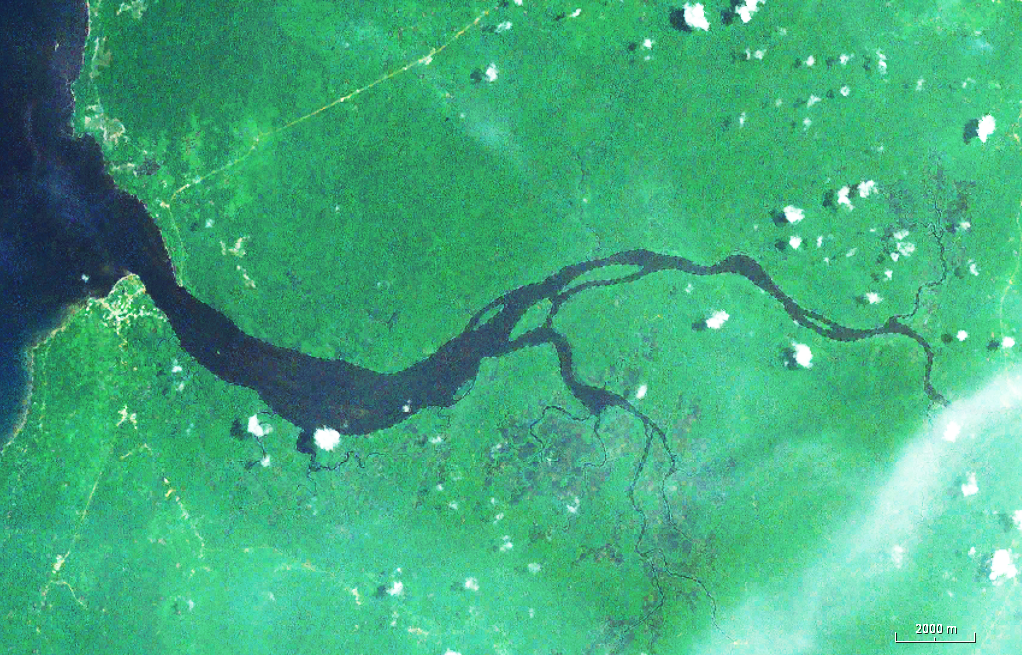
Естуарій Беніто (Мбіні)

### Річки
Річки країни несуть свої води до Гвінейської затоки Атлантичного океану.

## Рослинність
Земельні ресурси Екваторіальної Гвінеї (оцінка 2011 року):
- придатні для сільськогосподарського обробітку землі — 10,1 %,
  - орні землі — 4,3 %,
  - багаторічні насадження — 2,1 %,
  - землі, що постійно використовуються під пасовища — 3,7 %;
- землі, зайняті лісами і чагарниками — 57,5 %;
- інше — 32,4 %[1].

## Тваринний світ
Зоогеографічно територія країни належить до Західноафриканської підобласті Ефіопської області.

## Охорона природи
Екваторіальна Гвінея є учасником ряду міжнародних угод з охорони навколишнього середовища:
- Конвенції про біологічне різноманіття (CBD),
- Рамкової конвенції ООН про зміну клімату (UNFCCC),
- Кіотського протоколу до Рамкової конвенції,
- Конвенції ООН про боротьбу з опустелюванням (UNCCD),
- Конвенції про міжнародну торгівлю видами дикої фауни і флори, що перебувають під загрозою зникнення (CITES),
- Базельської конвенції протидії транскордонному переміщенню небезпечних відходів,
- Конвенції з міжнародного морського права,
- Лондонської конвенції про запобігання забрудненню моря скиданням відходів,
- Монреальського протоколу з охорони озоновогошару,
- Міжнародної конвенції запобігання забрудненню з суден (MARPOL),
- Рамсарської конвенції із захисту водно-болотних угідь[11].

## Стихійні лиха та екологічні проблеми
На території країни спостерігаються небезпечні природні явища і стихійні лиха: штормові вітри; несподівані паводки; активний вулканізм на острові Біоко, вулкан Санта-Ізабель (3007 м) востаннє вивергався 1923 року.
Серед екологічних проблем варто відзначити:
- невідповідність питної води санітарним нормам;
- знеліснення.

## Фізико-географічне районування
У фізико-географічному відношенні територію Екваторіальної Гвінеї можна розділити на 3 райони, що відрізняються один від одного рельєфом, кліматом, рослинним покривом: 
- Острів Біоко.
- Мбіні.
- Острів Аннобон.

### Українською
- Атлас світу / голов. ред. І. С. Руденко ; зав. ред. В. В. Радченко ; відп. ред. О. В. Вакуленко. — К. : ДНВП «Картографія», 2005. — 336 с. — ISBN 9666315467.
- Атлас. 7 клас. Географія материків і океанів / Укладачі О. Я. Скуратович, Н. І. Чанцева. — К. : ДНВП «Картографія», 2014.
- Бєлозоров С. Т. Африка : фізико-географічний нарис. — вид. 2-ге, перероб. і доп. — К. : Радянська школа, 1957. — 232 с.
- Барановська О. В. Фізична географія материків і океанів : навч. посіб. для студентів ВНЗ : [у 2 ч.]. — Н. : Ніжинський державний університет ім. Миколи Гоголя, 2013. — 306 с. — ISBN 978-617-527-106-3.
- Екваторіальна Гвінея // Гірничий енциклопедичний словник : [у 3-х тт.] / за ред. В. С. Білецького. — Д. : Східний видавничий дім, 2004. — Т. 3. — 752 с. — ISBN 966-7804-78-X.
- Костів Л. Я. Фізична географія материків і океанів. Африка : навч.-метод. посібник. — Л. : Видавничий центр ЛНУ імені Івана Франка, 2017. — 184 с. — ISBN 978-617-10-0374-3.
- Панасенко Б. Д. Фізична географія материків : навч. посіб. : в 2 ч. — В. : ЕкоБізнесЦентр, 1999. — 200 с.
- Юрківський В. М. Регіональна економічна і соціальна географія. Зарубіжні країни: Підручник. — 2-ге. — К. : Либідь, 2001. — 416 с. — ISBN 966-06-0092-5.

### Англійською
- (англ.) Graham Bateman. The Encyclopedia of World Geography. — Andromeda, 2002. — 288 с. — ISBN 1871869587.

### Російською
- (рос.) Авакян А. Б., Салтанкин В. П., Шарапов В. А. Водохранилища. — М. : Мысль, 1987. — 326 с. — (Природа мира)
- (рос.) Алисов Б. П., Берлин И. А., Михель В. М. Курс климатологии [в 3-х тт.] / под. ред. Е. С. Рубинштейна. — Л. : Гидрометиздат, 1954. — Т. 3. Климаты земного шара. — 320 с.
- (рос.) Апродов В. А. Вулканы. — М. : Мысль, 1982. — 368 с. — (Природа мира)
- (рос.) Апродов В. А. Зоны землетрясений. — М. : Мысль, 2010. — 462 с. — (Природа мира) — ISBN 978-5-244-01122-7.
- (рос.) Экваториальная Гвинея // Африка: энциклопедический справочник [в 2-х тт.] / гл. ред. А. А. Громыко. — М. : Советская энциклопедия, 1986. — Т. 2. К-Я сторінок = 671.}}
- (рос.) Браун Л. Африка. — М. : Прогресс, 1976. — 288 с. — (Континенты, на которых мы живем)
- (рос.) Букштынов А. Д., Грошев Б. И., Крылов Г. В. Леса. — М. : Мысль, 1981. — 316 с. — (Природа мира)
- (рос.) Власова Т. В. Физическая география материков. С прилегающими частями океанов. Южная Америка, Африка, Австралия и Океания, Антарктида. — 4-е, перераб. — М. : Просвещение, 1986. — 269 с.
- (рос.) Гвоздецкий Н. А., Голубчиков Ю. Н. Горы. — М. : Мысль, 1987. — 400 с. — (Природа мира)
- (рос.) Гвоздецкий Н. А. Карст. — М. : Мысль, 1981. — 214 с. — (Природа мира)
- (рос.) Географический энциклопедический словарь: географические названия / под. ред. А. Ф. Трёшникова. — 2-е изд., доп. — М. : Советская энциклопедия, 1989. — 585 с. — ISBN 5-85270-057-6.
- (рос.) Исаченко А. Г., Шляпников А. А. Ландшафты. — М. : Мысль, 1989. — 504 с. — (Природа мира) — ISBN 5-244-00177-9.
- (рос.) Каплин П. А., Леонтьев О. К., Лукьянова С. А., Никифоров Л. Г. Берега. — М. : Мысль, 1991. — 480 с. — (Природа мира) — ISBN 5-244-00449-2.
- (рос.) Словарь современных географических названий / под общей редакцией акад. В. М. Котлякова. — Екатеринбург : У-Фактория, 2006.
- (рос.) Литвин В. М., Лымарев В. И. Острова. — М. : Мысль, 2010. — 288 с. — (Природа мира) — ISBN 978-5-244-01129-6.
- (рос.) Лобова Е. В., Хабаров А. В. Почвы. — М. : Мысль, 1983. — 304 с. — (Природа мира)
- (рос.) Максаковский В. П. Географическая картина мира. Книга I: Общая характеристика мира. — М. : Дрофа, 2008. — 495 с. — ISBN 978-5-358-05275-8.
- (рос.) Максаковский В. П. Географическая картина мира. Книга II: Региональная характеристика мира. — М. : Дрофа, 2009. — 480 с. — ISBN 978-5-358-06280-1.
- (рос.) Поспелов Е. М. Географические названия мира: Топонимический словарь. — М. : АСТ, 2005.
- (рос.) Экваториальная Гвинея // Страны Африки. Политико-экономический справочник / ред. В. Солодовников, В. Румянцев. — М. : Издательство политической литературы, 1969. — 318 с.
- (рос.) Физико-географический атлас мира. — М. : Академия наук СССР и Главное управление геодезии и картографии ГУГК СССР, 1964. — 298 с.
- (рос.) Энциклопедия стран мира / глав. ред. Н. А. Симония. — М. : НПО «Экономика» РАН, отделение общественных наук, 2004. — 1319 с. — ISBN 5-282-02318-0.